# Pump It Up (série télévisée)
Pump It Up est un jeu télévisé pour enfants britannique réalisé par Carlton Television diffusé sur CITV du 26 février 1999 au 31 mars 2000. Les premières émissions furent animées par Andy Collins, accompagné de Julia Bradbury. La deuxième saison fut animée par Fearne Cotton. La voix-off est effectuée par Richard Webb.

## Résumé des saisons
| Saison | Épisodes | Première diffusion | Dernière diffusion |
| ------ | -------- | ------------------ | ------------------ |
| 1      | 13       | 26 février 1999    | 30 avril 1999      |
| 2      | 13       | 7 janvier 2000     | 31 mars 2000       |